# It Started With a Kiss
It Started With a Kiss (traditionell kinesiska: 惡作劇之吻; pinyin: Èzuòjù zhī wěn) är en taiwanesisk TV-serie som sändes på CTV från 25 september 2005 till 12 februari 2006. Ariel Lin och Joe Cheng i huvudrollerna. TV-serien är baserad på mangaserien Itazura na Kiss av Kaoru Tada. TV-serien blev mycket populär både nationellt och internationellt. En uppföljare till serien kallad They Kiss Again släpptes 2007. 

## Handling
Xiang Qin är förälskad i geniet Zhi Shu, som är bäst i skolan som de båda går på. I seriens början försöker Xiang Qin ge Zhi Shu ett kärleksbrev, som han vägrar att ta emot. Xiang Qin bor tillsammans med sin pappa, men deras hus blir förstört i en jordbävning. En vän till Xiang Qins pappa erbjuder dem därför att bo hos honom och hans familj. Det visar sig att vännen är pappa till Zhi Shu. Under seriens gång kommer Xiang Qin och Zhi Shu närmare varandra, samtidigt som kärleksrivaler och diverse hinder kommer i deras väg.

## Rollista (i urval)
- Ariel Lin	som Yuan Xiang Qin
- Joe Cheng som Jiang Zhi Shu
- Jiro Wang som Jin Yuan Feng (Ah Jin)
- Chang Yung Cheng som Jiang Wan Li (Ah Li)
- Cyndi Chaw som Jiang Zhao Zi
- Tang Tsung Sheng som Yuan Cai (Ah Cai)
- Zhang Bo Han som Jiang Yu Shu
- Petty Yang som Lin Chun Mei
- Candice Liu som Liu Ya Nong
- Ann Hsu som Pei Zi Yu
- Jason Wang som Wang Hao Qian
- Aaron Yan som Ah Bu
- Chase Chang som Zhang Zie
- Bianca Bai som Bai Hui Lan

### Fotnoter
Den här artikeln är helt eller delvis baserad på material från engelskspråkiga Wikipedia, tidigare version.